# Тиморская фиговая иволга
Тиморская фиговая иволга (лат. Sphecotheres viridis) — вид птиц семейства иволговых (Oriolidae). Эндемик островов Роти и Тимор, обитает в лесах, мангровых зарослях и кустарниках. Распространён умеренно, поэтому рассматривается BirdLife International и МСОП как вид, не находящийся под угрозой исчезновения.

## Таксономия и систематика
Ранее некоторые специалисты относили Sphecotheres viridis к роду Oriolus. Иногда в него включали два других вида фиговых иволг в качестве подвидов, и тогда объединённый вид называли просто «figbird», но сегодня большинство исследователей рассматривают их как отдельные виды.

## Описание
Длина тела 26—29,5 см. Масса тела 75—80 г.
Оперение у обоих полов оливково-зелёное, брюшко желтоватое, ноги красновато-серые, глаза карие, клюв темный. Самец отличается чёрной головой с красной голой кожей, образующей глазное кольцо, и белым хвостом с чёрными колючками, в то время как у самки оперение несколько темнее, а брюшко бледнее с бурыми крапинками. Имеется информация о нескольких цветовых вариациях.
Питается фруктами, включая инжир. Кормятся поодиночке, парами или небольшими группами в верхушках деревьев или зарослях; часто присоединяются к многовидовым стаям птиц.
Имеет сходство с более распространённой Sphecotheres vieilloti, но меньше размером, и за исключением более бледной крестовины (вокруг клоаки), самец имеет полностью жёлто-оливковый окрас снизу (включая горло).